# Légitimisme

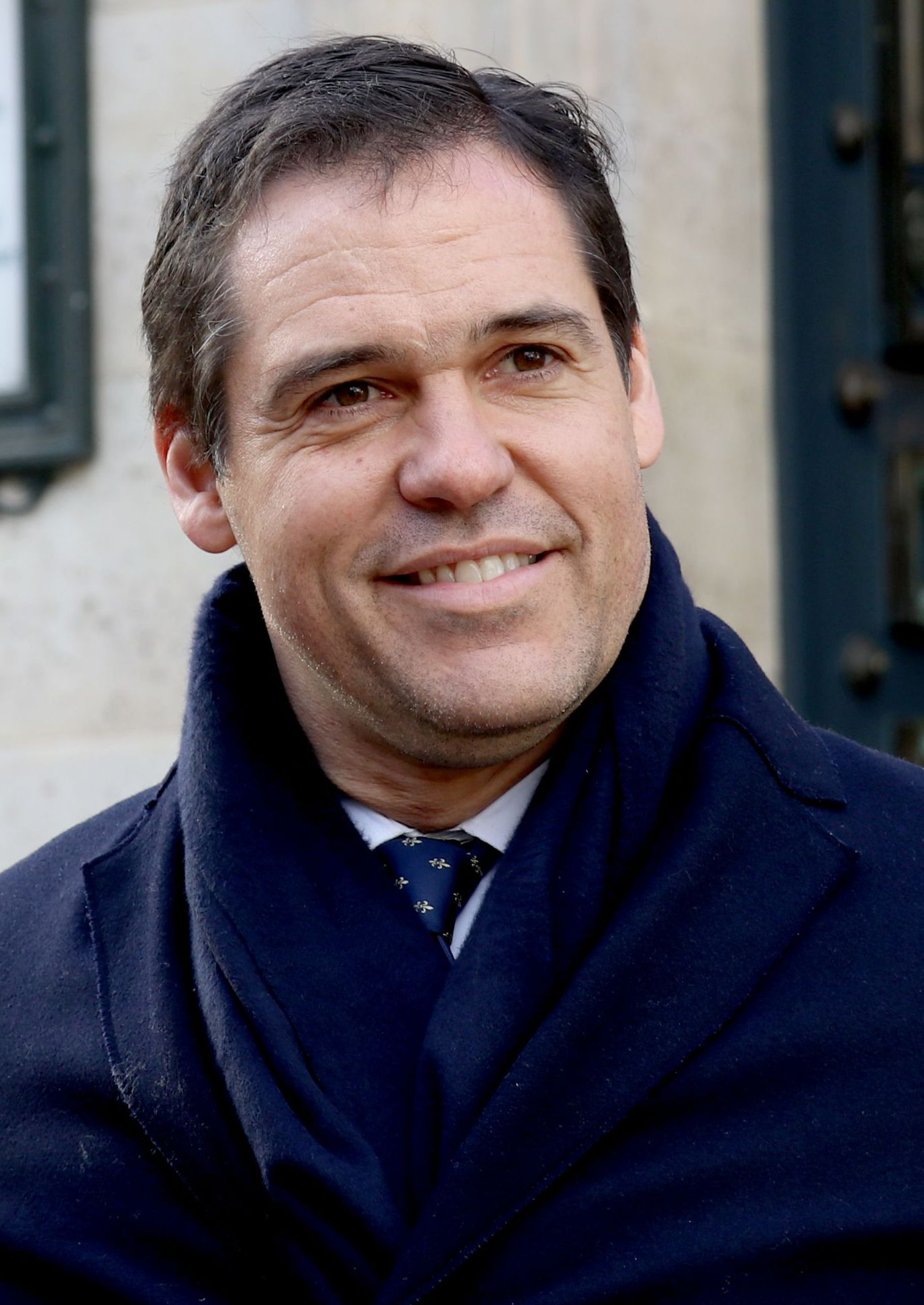
Louis de Bourbon, aîné des Capétiens et ipso facto prétendant légitimiste au trône de France.

Le légitimisme est un mouvement politique français favorable au rétablissement de la royauté dans la personne de l’aîné des Capétiens, chef de la maison de Bourbon.
S'opposant à l’orléanisme, et dans une moindre mesure au bonapartisme, le mouvement légitimiste est né au début du XIXe siècle pour soutenir la dynastie bourbonienne détrônée en 1830. Il a influencé la politique française pendant une grande partie du XIXe siècle et constitue un courant important de la droite française à cette époque.
Au décès du comte de Chambord en 1883, dernier représentant de la branche aînée des Bourbons issue du duc de Bourgogne, le mouvement légitimiste s'auto-dissout et disparaît de la vie politique. Une majorité de royalistes rallie alors le prétendant orléaniste, tandis qu'une minorité de légitimistes intransigeants reste fidèle à la deuxième branche aînée des Bourbons issue du duc d'Anjou, qu'elle reconnaît comme seule successible à la couronne selon le droit monarchique traditionnel.
Depuis la mort d'Alphonse II en 1989, l'aîné des Capétiens est Louis de Bourbon, duc d'Anjou, aîné des descendants agnatiques de Louis XIV, via Philippe V et Alphonse XIII.
La doctrine légitimiste a été résumée ainsi par le journaliste Henri Marchand : « Le Roi de France, vous le reconnaîtrez toujours à ce signe ineffaçable, inamissible et inaliénable : le rang de sa naissance ! Aîné de sa race, premier du sang capétien, il est le roi salique, c'est-à-dire nécessaire, le roi fatidique. Qu'il vive ici ou là, tout près ou tout au bout du monde, qu'importe, il est le roi ».

## Histoire du légitimisme

Henri d'Artois, comte de Chambord.

### Naissance du légitimisme (1830-1831)
Le légitimisme est né en 1830, lors de la prise du pouvoir par Louis-Philippe, avec les royalistes partisans de la branche aînée des Capétiens de la Maison de Bourbon, représentée par le roi Charles X (de 1824 à 1836), puis par son fils le comte de Marnes, (pour les légitimistes, le « roi Louis XIX », de 1836 à 1844), puis par le neveu de ce dernier, qui porte d'abord le titre de duc de Bordeaux puis celui de comte de Chambord (pour les légitimistes, le « roi Henri V » de 1844 à 1883).
Au début de la monarchie de Juillet, 53 députés fidèles démissionnèrent pour ne pas avoir à prêter serment. L'hostilité des légitimistes se marqua par une vague de démissions qui ne fit que devancer une considérable épuration : ainsi, les pairs nommés par Charles X furent exclus par une loi, et d'autres furent déchus pour refus de serment. Sur 86 préfets, seuls 3 restèrent en place. Le parti légitimiste, bien que comptant en son sein de grandes capacités fut ainsi écarté de l'expérience de la gestion.
Par ailleurs, le gouvernement de Juillet disposait d'une arme vis-à-vis des plus faibles et des plus pauvres : la réintégration sous condition de ralliement que Molé pratiqua à partir de 1838. Mais les premières années du régime sont marquées par une série de tracasseries anti-légitimistes et de menées anticléricales qui crée chez les légitimistes un sentiment de persécution, qui atteint un pic en 1831, avec le lancement d'un mandat par le préfet de police Baude contre l'archevêque de Paris, Hyacinthe-Louis de Quélen, suivi de toute une série de brutales perquisitions policières dans toute la France.

### Premières initiatives des légitimistes (1831-1832)
Ulcérés, les légitimistes ripostèrent par la satire dans des revues comme La Mode, Le Revenant ou Brid'Oison, le refus de participer aux cérémonies officielles, le repli sur soi.
Lors des élections du 5 juillet 1831, les légitimistes jouèrent le jeu du combat d'opinion. Ainsi, essais et brochures diffusent leurs thèmes (décentralisation, libertés, suffrage élargi, défense de la religion) et attaquèrent avec violence les autorités en place. En dépit de leur faible nombre, les députés légitimistes, dont Berryer, tentèrent d'infléchir à la chambre le cours des événements.
La duchesse de Berry, qui avait suivi son beau-père le roi Charles X et la cour en exil rentra clandestinement en France en 1832, où elle débarqua dans la nuit du 28 au 29 avril. Elle tenta de relancer les guerres de Vendée et de rallier la population à sa cause.
La mobilisation locale fut assez faible : toutefois en mai 1832, une révolte chouanne, soutenant les légitimistes henriquinquistes, considérant « Henri V » comme « roi légitime », contre la monarchie de Juillet (le roi Louis-Philippe étant considéré comme un usurpateur), nécessita la présence de détachements de troupes du 46e régiment d'infanterie et de la Garde nationale à Châteaubourg, Saint-Jean-sur-Vilaine, Saint-Aubin-des-Landes, Pocé-les-Bois, etc. ; le 30 mai 1832, un combat oppose les chouans commandés par Alexandre Courson de la Villevalio et Jean-François Le Nepvou de Carfort d'une part, et les forces de l'ordre commandées par le général de Castres sur la lande de Touchenaux, près de la ferme de la Gaudinière en Vergeal et des troubles eurent lieu dans d'autres départements de l'Ouest, mais l'insurrection prit fin rapidement. La duchesse chercha refuge dans une maison de Nantes mais trahie par Simon Deutz, fut arrêtée le 8 novembre 1832 par la gendarmerie, dirigée par Adolphe Thiers qui, depuis le 11 octobre, venait de remplacer Montalivet au ministère de l'Intérieur.

### L’opposition parlementaire légitimiste (1832-1841)

#### Élections de 1834
L'échec de la tentative de révolte de la duchesse de Berry ouvrit cependant la voie au déploiement d'une stratégie parlementaire de conquête du pouvoir. De fait, les légitimistes participèrent de façon croissante à la vie politique du pays et s'impliquèrent activement pour les législatives de 1834. L'abstentionnisme légitimiste déclina rapidement. Une déclaration royaliste fut publiée le 26 avril 1834 dans La Gazette de France et dans La Quotidienne, et des alliances furent nouées avec l'opposition dynastique voire avec les républicains pour réclamer une extension du suffrage. Le résultat fut réconfortant pour les légitimistes qui remportèrent 29 collèges, notamment dans le Midi provençal et languedocien, dans le Massif central et dans le Nord.
Lors des élections locales, sur 2045 conseillers généraux, les légitimistes obtinrent, selon M. de Changy, 187 sièges en 1833, 215 en 1836, 229 en 1839.

#### Naissance de laJeune France
Les ferments de renouveau du légitimisme ne contribuaient pas à sa cohésion. Le considérable succès de la revue L'Écho de la Jeune France, animée par le jeune et brillant Alfred de Nettement, provoqua des divergences. Soutenue par des comités locaux, cette revue qui alliait défense de la religion, du royalisme, de la liberté et promotion du romantisme, entretint une ferveur autour du duc de Bordeaux, en particulier par la diffusion d'objets et de gravures.
Les royalistes de la Jeune France prônaient la validité de l'abdication de Charles X et de la renonciation de son fils. Mais l'entourage de ces derniers ne considéra pas favorablement le transfert des hommages au duc de Bordeaux. Le débat n'était pas seulement juridique mais politique. Les partisans de la reconnaissance d'« Henri V », Chateaubriand en tête, voulaient saisir l'opportunité de promouvoir une royauté rénovée alors que les partisans de la nullité de l'abdication du roi et de la renonciation du dauphin, avaient une conception plus traditionnelle de la monarchie.
La figure de Pierre-Antoine Berryer s'imposa peu à peu à la Chambre des députés mais le renforcement du régime et l'inaction de Charles X et de son fils fut préjudiciable à l'essor du mouvement légitimiste.

### La crise du parti légitimiste (1841-1843)
Dans les années 1840, le courant légitimiste entre en crise. Cinq tendances entrent en concurrence les unes avec les autres :
- une tendance absolutiste modérée acceptant globalement le legs de l'Ancien Régime et privilégiant l'action militaire sur l'action politique, c'est la tendance défendue par le duc de Blacas ;
- une tendance traditionaliste agraire, dominante dans l'Ouest, étrangère au jeu politique, volontiers abstentionniste, et lorsqu'elle ne l'est pas, hostile à toute alliance électorale ; elle n'exclut pas l'éventualité d'une insurrection ;
- une tendance libérale parlementaire, qui joue le jeu d'une contestation modérée dans le système et, avec Berryer, préfère les alliances avec la gauche orléaniste que les ententes carlo-républicaines ;
- une tendance conservatrice parlementaire sinon prête au ralliement, du moins favorable à une entente avec les orléanistes conservateurs ;
- une tendance radicale, nationaliste et gallicane, sceptique sur les chances de l'action parlementaire et en principe hostile à toute insurrection, sensible à l'esprit démocratique, se baptisant royaliste nationale, entraînée par l'Abbé de Genoude.

En 1842, la crise entre ces différents courants se traduit par un éclatement du comité légitimiste dont plusieurs membres démissionnent, Noailles et les royalistes conservateurs parlementaires suivi de Villèle et des royalistes nationaux. Finalement, ces deux courants sont réintégrés et les élections du 9 juillet 1842 ne sont pas un échec pour les légitimistes qui obtiennent 28 sièges.

### Germes de renouveau et incertitudes électorales (1843-1848)
Le comte de Chambord entra en politique à la fin de 1843. À la fin de cette année, il convoque en effet à Londres ses partisans. Entre novembre et décembre, le prince reçoit avec Chateaubriand, ses fidèles : députés et pairs de France, journalistes qui laissent des récits hagiographiques, délégations, notamment d'ouvriers et beaucoup de vieux noms de France. En tout, un millier de « pèlerins » défilent dans sa résidence de Belgrave square. Le prince ne tranche pas entre les différentes lignes mais il réussit à rassembler autour de sa personne les différentes tendances de l'henriquinquisme.
Le 3 juin 1844, avec la mort de son oncle, il est reconnu roi par tous les légitimistes.
Néanmoins, ces points positifs pour les légitimistes n'empêchèrent pas leur défaite aux élections du 1er août 1846. En effet, la défense intransigeante du catholicisme irrita les électeurs les moins favorables au cléricalisme, certains catholiques préférèrent voter pour des orléanistes conservateurs catholiques comme Falloux et les discours démocratiques de Genoude désorientèrent certains autres.
D'abord favorables à la campagne des banquets qui prônait un élargissement du suffrage, les légitimistes, y compris les royalistes nationaux, s'inquiètent d'un possible dérapage révolutionnaire. Certains d'entre eux accueillent favorablement la chute de la dynastie honnie. Celle-ci rend possible la constitution d'un torysme à la française, unissant orléanistes et légitimistes au sein d'un nouveau parti : le « parti de l'ordre ».

### La politique de fusion après la chute de la monarchie de Juillet (1848-1870)
Après la chute de la monarchie de Juillet, certains légitimistes et orléanistes envisagèrent de pousser le rapprochement jusqu'à la constitution d'un mouvement royaliste unifié. Thiers fut peut-être l'inventeur de cette idée que s'approprièrent les orléanistes conservateurs comme Guizot ou Molé. Les princes d'Orléans se rallieraient à Henri V, ce dernier ferait d'eux ses héritiers. Des légitimistes refusèrent ce projet, en dépit de l'avis favorable[réf. nécessaire] du comte de Chambord. En 1850, à la mort de Louis-Philippe, il fait célébrer une messe à la mémoire du défunt et écrit à sa veuve, la reine Marie-Amélie. Des démarches sont accomplies entre les deux familles, mais leur union ne se réalise pas. Certains fils de Louis-Philippe voient défavorablement ce rapprochement. De fait, la plupart des royalistes légitimistes et orléanistes se rassemblent au sein du parti de l'ordre mais ils ne parviennent pas à définir d'action commune et ils ne peuvent empêcher la proclamation du Second Empire. Des légitimistes n'ont d'ailleurs jamais voulu rejoindre le parti de l'ordre.

### L'échec de la restauration (1870-1883)
Le Second Empire s'effondre après la défaite de Sedan, et, le 4 septembre 1870, la République est proclamée au balcon de l'hôtel de ville de Paris. Bismarck exigeant de négocier le futur traité de paix avec un gouvernement issu du suffrage des Français, des élections législatives sont organisées en février 1871. Cette assemblée compte 240 républicains contre 400 monarchistes, divisés entre légitimistes et orléanistes. Réunie à Bordeaux le 18 février, l'Assemblée nomme Adolphe Thiers « Chef du pouvoir exécutif de la République française ». Elle s'investit en même temps du pouvoir constituant, mais annonce qu'elle ne l'exercera qu'ultérieurement. La restauration de la royauté ne doit être envisagée que lorsque la France sera libérée de l'occupation allemande. Le refus du comte de Chambord d'accepter le drapeau tricolore, en dépit des demandes de plusieurs de ses partisans, empêche la restauration de la royauté que l'assemblée nationale préparait activement en novembre 1873. Nombre de royalistes, y compris légitimistes, mettent leur espoir dans la succession du prince qui permettrait selon eux, au chef de la Maison d'Orléans de mener à bien la restauration à son profit. D'autres légitimistes imaginent de restaurer la monarchie par un coup de force comme le général Ducrot, représentant militaire du prince de 1877 à sa mort. Les orléanistes considèrent, pour de multiples raisons, en particulier les renonciations de Philippe V, que la légitimité royale est passée aux Orléans à partir de 1883, date de la mort du comte de Chambord.

### Division des légitimistes après la mort du comte de Chambord (1883)

#### Légitimisme et «fusionnisme»
En 1883, à la mort du dernier des Bourbons de la branche aînée, Henri d'Artois, petit-fils de Charles X, la majorité des anciens légitimistes — appelés par leurs adversaires (non fusionnistes) les « Blancs d'Eu » — reconnut comme héritier légitime du trône de France l'aîné de la branche cadette d'Orléans et petit-fils du roi Louis-Philippe : Philippe d'Orléans, comte de Paris. C'était aussi l'aîné des Capétiens demeurés continûment français. Il était le roi de jure « Philippe VII » (et non « Louis-Philippe II ») pour ses partisans. Le légitimisme cessait d'être un mouvement politique significatif, par la désertion du gros de ses troupes vers l'orléanisme « fusionniste ».
Sur le « fusionnisme », on retiendra seulement les déclarations du marquis de Dreux-Brézé (1826-1904), qui fut — de 1872 jusqu'à la mort du comte de Chambord — l'intermédiaire entre ce dernier et les comités royalistes dans 55 départements (plus de la moitié de la France), avant de se rallier au comte de Paris, et résuma la situation (après 1883) en ces termes : « Après la mort de Monsieur le Comte de Chambord, les royalistes, privés de leur chef, reconnurent presque immédiatement, fidèles en cela à leurs principes, les droits de tout temps, à mon avis incontestables, de Monsieur le Comte de Paris à la couronne de France. Quelques légitimistes, toutefois, s'essayèrent à contester ces mêmes droits et se refusèrent à conférer à Monsieur le Comte de Paris le titre d'héritier du Roi. En face de ce double fait et en raison du bruit qui se produisit durant quelques mois autour de cette opposition à la conduite, presque universelle du parti royaliste (je me sers à dessein du mot bruit car ces attaques n'eurent jamais de retentissement sérieux), je puis me regarder comme autorisé à intervenir, à mon tour; il m'est permis de consigner ici, au moins pour les miens, mon sentiment sur l'opinion de Monseigneur à l'égard des droits de Monsieur le Comte de Paris et les motifs sur lesquels j'appuie ce sentiment. Monseigneur a toujours admis, telle est ma certitude, le droit de Monsieur le Comte de Paris à lui succéder sur le trône de France. Il fut toujours persuadé que la presque unanimité des légitimistes le considéreraient, après sa mort, comme son héritier. »
Et Dreux-Brézé, d'ajouter : « Si, dans son esprit, le droit à sa succession comme Roi de France avait reposé sur une autre tête que celle de Monsieur le Comte de Paris, Monsieur le Comte de Chambord, qui, plus que personne, connaissait les dispositions d'esprit de son parti, eût certainement combattu l'opinion qui, parmi les royalistes prévalait, dans la mesure dont nous parlions tout à l'heure, en faveur de ce prince. Il n'eût pas laissé s'enraciner une appréciation à ses yeux erronée ; il se fût refusé, avec la loyauté de son caractère, à prendre une part, même tacite au triomphe à venir de ce qu'il jugeait une usurpation ; il aurait cherché, par l'entremise de ses mandataires autorisés, à éclairer ses fidèles, à diriger leurs regards et leur dévouement vers le prince appelé à devenir leur Roi, ou, du moins, celui de leurs enfants ».

#### Les antifusionnistes
Dreux-Brézé fut démenti en 1902 par l'aumônier du comte de Chambord, l'abbé Amédée Curé, qui écrivit dans la revue L'Ami du clergé — en parlant des supposés droits des Orléans à succéder au comte de Chambord — que « non, [Henri d'Artois] ne les reconnaissait pas, il ne les avait jamais reconnus et même avait toujours défendu à ses partisans de les affirmer publiquement ». L'abbé Curé confirmait que le comte de Chambord était pour les Anjou et qu'« il n'en faisait pas mystère aux personnes qui partageaient cette manière de voir ». Et en 1904, Amédée Curé rapporta une lettre du 19 mars 1872 qu'il avait reçue du comte de Cibeins, Léonor de Cholier, quelques jours après une interview du prétendant Henri V au journal La Liberté. Cholier y écrivait : : « Le Roi ne se prononçait pas sur la pensée de l'héritier, et j'avais compris pour mon compte que sans un Dauphin envoyé de Dieu, cet héritier était le Prince qui serait déclaré Duc d'Anjou, c'est-à-dire Don Carlos, ou Don Alphonse [les deux fils du comte de Montizón, le plus proche cousin salique du comte de Chambord], selon l'option de l'aîné entre les deux couronnes. Quelle a été mon indignation de voir un Busset usurper le droit de faire dire au Roi ce qu'il n'avait pas dit et trancher la question au profit du Comte de Paris ! Quel ridicule de jouer ainsi au Prince du sang, dans la position du Comte de B. Linières ! ». Le 24 mars 1872, l'abbé Curé montra ces lignes à Henri d'Artois, qui approuva : « Elle est parfaite cette lettre ; je la signerais d'un bout à l'autre ».
Quant au confesseur du prétendant, le père Prosper Bole, il relata que c'est le comte de Chambord lui-même qui l'avait instruit des droits de la branche d'Anjou, descendant d'un petit-fils de Louis XIV (alors que la branche d'Orléans ne descend que du frère de ce roi), quand le père Bole croyait jusqu'alors à la validité de la renonciation du duc d'Anjou — devenu Philippe V d'Espagne — à ses droits sur le trône de France pour lui-même et sa descendance, faite lors des traités d'Utrecht — renonciation tenue pour nulle par Philippe V lui-même, ainsi que par son cousin le duc de Bourbon, premier ministre de Louis XV.
Se fondant sur le principe d'une stricte application des Lois fondamentales du Royaume et ne reconnaissant aucun principe de nationalité excipé par les orléanistes, un petit groupe de légitimistes a reporté ses espoirs sur le comte de Montizón, Jean de Bourbon, un infant déchu d'Espagne, aîné depuis 1861 des descendants de Philippe V et nouvel aîné de tous les Bourbons depuis 1883. Devenu le roi Jean III pour les légitimistes restés partisans des Bourbons, le comte de Montizón présida les obsèques d'Henri V, le 3 septembre 1883 à Gorizia.
Dès lors, ces légitimistes ont vu dans l'aîné des Bourbons le légitime prétendant au trône de France, même quand celui-ci se trouvait être un prétendant carliste plus intéressé par l'Espagne que par la France. Les Bourbons d'Espagne descendent directement, par les mâles, de Louis XIV alors que les Orléans, bien qu'ils portassent pendant près d'un siècle le titre de premier prince du sang — les Bourbons infants d'Espagne ayant le rang des fils de France, à la suite d'accords officiels en décembre 1707, entre le Roi-Soleil et son petit-fils Philippe V —, descendent du Régent, neveu de Louis XIV, et de Françoise Marie de Bourbon, fille légitimée de ce dernier.
Les légitimistes firent litière de l'argumentation orléaniste sur la nationalité française, considérant que les lois fondamentales n'imposaient pas à l'aîné salique capétien d'être régnicole au moment où la succession lui échoyait (les rois Philippe IV, Louis X, François II, Henri III et Henri IV, devinrent rois de France alors qu'ils étaient déjà rois d'un autre pays : Navarre, Écosse ou Pologne).
Néanmoins, André Favyn, écrivain héraldiste, avocat au Parlement de Paris, conseiller du roi, affirmait en 1620 que « la Noblesse de France [...] n’a jamais voulu recognoistre Prince Estranger pour son Roy; voire fust-il du Sang de France » ; selon cet auteur, le principe même de l'exclusion des étrangers avait présidé à l'accession au trône de la dynastie capétienne. Favyn parlait d'Arnulf de Carinthie, un Carolingien bâtard devenu roi des Francs orientaux (puis empereur) après la déposition de son oncle Charles III le Gros, et que la noblesse de Francie occidentale ne reconnut pas pour roi, lui préférant Eudes, comte d'Anjou (un Robertien, grand-oncle d'Hugues Capet).

À l'inverse et s'agissant cette fois des Capétiens, le duc de Saint-Simon, Louis de Rouvroy (1675-1755), tout ami du régent qu'il était, avait professé, que : 

« Ainsy et non autrement, les Ducs et Pairs sont du corps de la noblesse comme les Princes du sang et les Fils de France en sont, comme le Roy mesme en est, lequel pour estre le chef et le souverain de l'Estat n'en est pas moins membre pour en estre la teste, et comme tel, ne peut qu'il ne soit plustost d'un des trois Ordres que des deux autres, puisqu'enfin il est François, et ne le fust il pas né, il le devient dans l'instant qu'il est devenu Roy de France reconnu et légitime, et par cela mesme incorporé partie, membre de l'Estat, dont il n'est Roy et maistre de cette totalité de membres qui compose la Monarchie, que parce qu'à raison de sa Dignité, il est le premier, le plus excellent de tous les autres membres et la teste de tout le corps, qui régit et qui gouverne tous les autres membres. »

En 1713, le procureur général Henri François d'Aguesseau ne disait pas autre chose lorsqu'il observait que « les maximes fondamentales de l'Estat et cette espèce de substitution perpétuelle qui appelle successivement les Princes du sang chacun dans leur ordre à la Couronne, valent bien des lettres de naturalité ». D'ailleurs, sous la Restauration, Louis XVIII soutenait même que la descendance de Philippe V restait française.
De surcroît, comme le souligna au nom d'« un sentiment de dignité nationale », le journal Le Drapeau blanc le 6 mars 1820 (trois semaines après que, le duc de Berry étant mort, la branche aînée se fut réduite à trois mâles dynastes — le roi, le comte d'Artois et le duc d'Angoulême) : « ce n'était pas à des Français à s'armer d'une clause [la renonciation de Philippe V] imposée par l'étranger, et dans son seul intérêt ».
Et en 1836, la Revue britannique avait rappelé que « la vie du jeune duc de Bordeaux [15 ans] est fragile, que le duc d'Angoulême [sic] [c'est-à-dire le dauphin Louis-Antoine, 60 ans] et Charles X [78 ans] sont avancés en âge, et que [les] droits héréditaires [de l'infant Charles, 48 ans] à la couronne de France peuvent devenir tôt ou tard le drapeau de la légitimité ».
Les bases juridiques de l'argumentation des légitimistes, favorables aux Bourbons d'Espagne, étaient les suivantes : la loi fondamentale de succession « de mâle en mâle par ordre de primogéniture » et la règle dite d'indisponibilité de la Couronne, qui invaliderait les renonciations au trône respectives de Philippe V en 1712 et du dauphin en 1830, ainsi que les abdications de François Ier en 1525, et de Charles X en 1830.

#### La relève
Le 29 septembre 1883, le quotidien L'Univers publia une lettre d'Henri Guerry de Beauregard soutenant la comtesse de Chambord et la nouvelle branche aînée des Bourbons, contre ce que Guerry appelait « les raisonnements spécieux et les paroles mielleuses de certains légitimistes de fraîche date » (allusion au ralliement aux Orléans de nombre de légitimistes, racolés par des orléanistes aux exhortations « mielleuses »). Le comte Henri de Guerry (ainsi qu'il se titrait) tenait à ce qu'il soit publié qu'il ne faisait pas partie de ces ralliés, et qu'avec Richard de Nugent et Soffrey de Beaumont ils s'étaient inscrits, le 3 septembre (jour des obsèques du comte de Chambord à Gorizia) sur les registres de condoléances destinés à la comtesse de Chambord et aux princes de Bourbon. Le 2 octobre, L'Univers publia une lettre de Charles de Cussy de Jucoville, qui s'associait à la « noble protestation » du comte de Guerry et de ses deux amis,.
Deux semaines plus tard, Joseph du Bourg (un des secrétaires du comte de Chambord) déclara le 16 octobre dans le journal Les Nouvelles que « la succession légitime au trône de France reposait sur les descendants du duc d'Anjou ». Et le comte de la Viefville écrivit le 20 novembre à son ami le comte de Touchimbert : « Bien que le Roi, mon maître bien-aimé, ne se soit jamais prononcé devant moi, ses réserves, son silence, m'ont souvent prouvé qu'il ne pensait pas autrement que nous sur cette question. Trente-deux ans de service m'avaient appris à le comprendre, même quand il ne disait rien. Je défie donc n'importe qui de me citer un mot du Roi affirmant le prétendu droit des d'Orléans. Bien plus, quelques jours avant sa fin, prévoyant tout, il a dit : « Je ne veux pas que mon cercueil serve de pont aux d'Orléans ».
Une petite partie de l'entourage du comte de Chambord se rallia aux Bourbons d'Espagne, autour de Joseph du Bourg et de Maurice d'Andigné. D'Andigné, qui avait lui aussi été un des secrétaires et un conseiller intime d'Henri d'Artois, créa le 22 décembre 1883 avec d'autres anciens conseillers ou secrétaires intimes du comte de Chambord (Henri de Cathelineau, Joseph du Bourg, Auguste de Bruneteau de Sainte-Suzanne, Alexis de La Viefville, Raoul de Scorraille) un nouveau parti, le Comité légitimiste de propagande (qui deviendra ensuite le Comité central de propagande légitimiste, puis en 1896 le Conseil central des comités légitimistes), qui tint son premier congrès le 27 juillet 1884 à Paris. À cette occasion, d'Andigné, interviewé le 26 juillet par le journaliste Fernand Xau, déclara que l'héritier du comte de Chambord était actuellement le prince Jean de Bourbon (« don Juan », comte de Montizón, le nouveau chef de la maison de Bourbon) et souligna qu'être légitimiste, c'était « accepter la loi salique sans discussion. […] Or. que dit la loi salique ? Que l'héritier du trône de France est le premier né. M. le comte de Paris est-il le premier né ? Certes non ! » Maurice d'Andigné avait racheté le Journal de Paris et en avait fait un hebdomadaire légitimiste : Henri Marchand en devint le rédacteur en chef, et Guillaume Véran une des principales plumes.
Le 9 novembre 1884, la déclaration du Hézo rassembla les signatures de plusieurs dizaines de notables légitimistes (parmi lesquels le marquis de Cussy de Jucoville, le comte Léonor de Cibeins, le comte de Nugent, Eugène de Thoury, le vicomte de Bellevue, A. de Cussy de Jucoville (frère du marquis), le comte de Montbel, Joseph de Cathelineau, le comte de Beaumont, l'avocat Théry Deryssel et le vicomte du Noday) affirmant leur fidélité à la nouvelle branche aînée des Bourbons, en rappelant que la loi salique était « supérieure à toute clause introduite à la suite de révolutions intérieures ou de guerres étrangères, et [que] le fait d'avoir régné sur des nations étrangères ne prive nullement de la qualité et des droits de Français ». Le texte de ce manifeste ne fut publié qu'avec réticence le 24 décembre par le quotidien La Croix, qui entendait s'en tenir au combat strictement religieux et ne voulait pas discuter de la question monarchique.
Le comité légitimiste compta aussi parmi ses membres ou sympathisants, Urbain de Maillé de La Tour-Landry, Maurice de Junquières, Charles du Verne, Louis de Quatrebarbes, Paul de Foresta, Germain Guérin de La Houssaye, Hilaire Bernigaud de Chardonnet, Sébastien Laurentie, Henri Baron de Montbel, Ludovic Clément de Blavette, Hilaire Parent de Curzon, Victor de Maumigny, Oscar Bévenot des Haussois, Arsène Le Gal de Kérangal, Victor Coquille, Alfred Huet du Pavillon, Léonor de Cholier de Cibeins et sa sœur Christine de Cholier de Cibeins (dame d'honneur de la comtesse de Chambord), Fernand de Meckenheim, Albert Fournier de Boisairault d'Oyron, Anaïs Mennessier, Henri de Chauvelin, Albert de Caze, Achille Guédé de Guny, Octave Hermand, Édouard Sioc'han de Kersabiec, Pierre-Clément Bérard, Edward Kirkpatrick de Closeburn, Jules Delmas de Cambacérès,, Gérard Secondat de Montesquieu… En 1895, la remise du cœur de Louis XVII par Édouard Dumont au comte Urbain de Maillé — représentant le prince Charles de Bourbon, duc de Madrid, chef de la maison de Bourbon —, par devant Mes Paul Tollu et Félix Morel d'Arleux (notaires parisiens), donna lieu à un acte notarié dans lequel figurent comme témoins et signataires de nombreux légitimistes de l'époque, présents avec le comte de Maillé le 22 juin de cette année-là, au no 1 de la rue Perronet à Neuilly-sur-Seine.
Mais le relatif attentisme des Bourbons d'Espagne et le ralliement de nombre de catholiques à la République affaiblira encore le mouvement. Il faut d'ailleurs remarquer que le ralliement à la république fut plus répandu chez les légitimistes que chez les orléanistes, car le chambordisme (culte de la personnalité autour du comte de Chambord, Henri d'Artois) avait fait passer au premier plan pour beaucoup de légitimistes, la personne du prince (« Henri V ») au détriment du principe (le ralliement inconditionnel au comte de Montizón, Jean de Bourbon, nouveau chef de la maison de France) : certains chambordistes préférèrent suivre l'appel de Léon XIII à se rallier à la République, plutôt que de soutenir un autre prétendant qu'Henri d'Artois.
Au début du XXe siècle, un certain renouveau doctrinal est observé : des thèses universitaires de qualité soutiennent les droits des Bourbons d'Espagne. Le comte de Cathelineau-Montfort et Édouard Bernaert animent en 1911 et 1912 un bimensuel, La Monarchie française qui lutte contre le positivisme de L'Action française. Les légitimistes sont hostiles à Charles Maurras du fait de son choix dynastique et de sa philosophie rationaliste, nationaliste et moderne. En février 1913, un « transfuge de L'Action française »,, Émile Para relève le journal légitimiste Le Drapeau blanc, mais la publication s'arrête au bout de sept numéros, — non sans s'être datée de la 94e année du journal, en référence au Drapeau blanc d'Alphonse Martainville, qui avait paru de 1819 à 1827 sous la Restauration.
Après la Première Guerre mondiale, le légitimisme ne survit qu'à l'état de courant métapolitique et culturel. C'est une époque d'étude et de commémoration qui commence. Plusieurs instances et organes s'y consacrèrent de façon plus ou moins éphémère : La Science historique de Paul Watrin (1921), Le Drapeau blanc d'André Yvert et Yves de Mortagne (1936-1937) et de Michel Josseaume (1956), l'Union, légitimiste de France de Désiré Proust et de Gérard d'Amarzit, (1933-1938), l'Institut légitimiste de Félix Fromet de Rosnay et de Roger Mazaud (1938), le Cercle Saint-Louis, le Centre culturel de Cluny, le Comité Charles X, l'Association générale des légitimistes de France fondée en 1957 avec pour organe La Gazette de France, le Cercle d'études Chateaubriand-Bonald (1958) d'Édouard de Roquefeuil Anduze (1921-2016), le Centre doctrinal d'action royaliste (1959) et sa revue Tradition française, animée par Guy Augé, Jacques Népote et Alain Néry. Firent également partie de cette nouvelle génération de légitimistes, Joseph Laurentie, Henri-Gustave Lelièvre, Pierre Alessandri, Martial de Pradel de Lamaze…

### Le légitimisme après la Seconde Guerre mondiale

Étendard royal à hisser en présence du Roi de France, portant les armoiries du prétendant légitimiste créées par Hervé Pinoteau

Le légitimisme s'est revivifié après la Seconde Guerre mondiale : « au milieu des années 1950, le frémissement légitimiste devint bouillonnement », écrit Daniel de Montplaisir. Le prétendant au trône s'est installé en France dès 1949, et à partir de 1952 il préside chaque année à Paris la messe anniversaire de la mort de Louis XVI. Jacques-Henri de Bourbon, duc de Ségovie (titre de courtoisie, donné en exil par l'ancien roi Alphonse XIII à son fils à l'occasion de son mariage), auquel son père — monarque déchu — avait fait signer une lettre de renonciation (sous prétexte de sa surdité) au trône d'Espagne, au profit de son frère cadet Jean de Bourbon, comte de Barcelone (autre titre de courtoisie, que ce dernier s'est donné après la mort de son père), a manifesté ses droits en 1946 en tant qu'aîné des Capétiens, en reprenant le titre de courtoisie de duc d'Anjou. Plusieurs facteurs expliquent la renaissance d'un courant légitimiste dans la seconde moitié du XXe siècle[réf. nécessaire] :
- Les travaux universitaires d'historiens comme Hervé Pinoteau, de juristes comme Guy Augé et Stéphane Rials ou de généalogistes comme Patrick Van Kerrebrouck contestant les thèses orléanistes ont reçu un certain écho auprès du public[réf. nécessaire].
- Les prises de position du comte de Paris, Henri d'Orléans, notamment en faveur du général de Gaulle, de l'indépendance algérienne, de François Mitterrand ont choqué certains royalistes[réf. nécessaire].
- Le millénaire capétien de 1987 a été l'occasion pour Alphonse de Bourbon, duc d'Anjou et duc de Cadix de présider de très nombreuses cérémonies commémoratives[105] et de se faire connaître. Dans la foulée du millénaire capétien, des personnalités médiatiques comme Thierry Ardisson ont popularisé les conceptions légitimistes.
- Depuis l'avènement du roi Juan Carlos Ier d'Espagne en 1975, issu d'une branche cadette des descendants d'Alphonse XIII, l'aîné des Bourbons, héritier présomptif pour les légitimistes de la couronne de France, ne prétend plus au trône d'Espagne. Le prétendant légitimiste s'étant fait reconnaître la nationalité française (qu'il possédait depuis sa naissance, ayant une mère française) en 1987[106], et l'ayant transmise à son fils (le prétendant actuel), l'objection orléaniste d'hispanité des Bourbons est battue en brèche.

Les manifestations traditionnelles des légitimistes sont notamment les messes annuelles commémoratives pour Louis XVI, le 21 janvier à la basilique Saint-Denis et le plus proche dimanche à la Chapelle expiatoire (où ils ont obtenu depuis 1972 de pouvoir faire célébrer des messes,), et pour Marie-Antoinette, le 16 octobre à la basilique Saint-Denis. Les grandes commémorations historiques (millénaire capétien, quadricentenaires de l'avènement puis du sacre d'Henri IV, bicentenaire de la mort de Louis XVI, huitième centenaire de la naissance de saint Louis puis de la victoire de Bouvines…) ou la messe annuelle — dite de fondation — des Invalides, en septembre qui n'est pas une cérémonie légitimiste, mais une cérémonie officielle de l'Institut National des Invalides, sont autant d'occasions pour les légitimistes de se rassembler autour de leur prétendant. Lors de cérémonies auxquelles participe parfois aussi la famille d'Orléans (ce qui peut donner lieu à des couacs protocolaires,,).
Le légitimisme actuel s'est doté de plusieurs instances.
- Le secrétariat particulier de Louis de Bourbon, qui s’occupe de ses affaires publiques (agenda, sorties et participations officielles aux diverses manifestations où il est convié).
- Le Secrétariat gère également la communication du Prince ainsi que sa présence sur les réseaux sociaux.
- Sur le plan culturel, l’Institut de la maison de Bourbon (IMB) a été fondé en 1973 à la demande de Jacques-Henri de Bourbon. Il a été reconnu d'utilité publique en 1997. Son président d'honneur est le prince Louis de Bourbon et son président le duc de Bauffremont, Charles Emmanuel (né en 1946) qui a succédé à ce poste à son père. Afin de faire mieux connaître l’œuvre des rois qui ont fait la France, l'IMB organise des colloques, conférences, expositions voyages, et commémorations diverses. Il a aussi une action de mécénat et de protection du patrimoine (plaques commémoratives, restauration de sépultures, de monuments...)[114].
- L'Union des cercles légitimistes de France (UCLF), fondée en 1979 par Gérard Saclier de La Bâtie. Son objectif est d'encourager l'étude de la légitimité historique française et de faire connaître la monarchie[115]. Elle regroupe un grand nombre d'associations et de cercles et organise des journées de formation politique et des manifestations. L’Université Saint Louis dans l’Est de la France et le Camp Chouan dans le Dauphiné, chacun d’une cession d’une semaine de juillet, font partie de lUCL.
- Le Cercle d'action légitimiste (CAL), fondé en 2012 par Loïc Baverel. Originellement conçu comme une branche de l’UCLF, Loïc Baverel a voulu changer les méthodes militantes en créant son propre Cercle. L’objectif du CAL est politique et vise à professionnaliser la démarche militante afin de promouvoir les principes légitimistes.

## Succession légitimiste depuis l'abdication deCharles X
- Henri IV
  -  Louis XIII
    -  Louis XIV
      - Louis de France
        - Louis de France
          -  Louis XV
            - Louis de France
              -  Louis XVI
                -  Louis XVII

              -  Louis XVIII
              -  Charles X
                -  Louis XIX
                - Charles-Ferdinand d'Artois
                  -  Henri V

        - Philippe V d'Espagne
          - Charles III d'Espagne
            - Charles IV d'Espagne
              - Charles d'Espagne
                -  Jean III
                  -  Charles XI
                    -  Jacques Ier

                  -  Charles XII

              - François de Paule d'Espagne
                - François d'Assise d'Espagne
                  - Alphonse XII d'Espagne
                    -  Alphonse Ier
                      -  Henri VI
                        -  Alphonse II
                          -  Louis XX

## Diversité du légitimisme
Le légitimisme n'a jamais eu d'unité sociale. Il n'a pas non plus correspondu à une sensibilité politique ou religieuse uniforme. Il n'a pas proposé au-delà de la restauration de l'aîné des Bourbons de solutions stratégiques de conquête du pouvoir uniforme.
- Sur le plan social, le légitimisme du hobereau breton, celui du commerçant marseillais, celui des ouvriers catholiques du midi, celui de certains magnats de l'industrie comme Benoist d'Azy, sont demeurés différents les uns des autres.
- Sur le plan religieux, le légitimisme ultramontain du Veuillot de la dernière période, le légitimisme néo-gallican de La Gazette de France, le légitimisme catholique libéral de Falloux ou protestant de quelques-uns, se sont trouvés en conflit.
- Sur le plan stratégique, le recours au coup de force militaire d'un Des Cars ou d'un Ducrot, la méthode parlementaire d'un Berryer, la politique plébiscitaire préconisée par l'Abbé de Genoude ou un La Rochejacquelein dans le cadre de la revendication royaliste nationale diffèrent radicalement.
- Sur le plan électoral, le courant légitimiste a pu faire des choix divergents : alliance carlo-républicaine avec l'extrême-gauche (alliance carlo-républicaine), alliance avec la gauche modérée (whigisme), alliance avec tous les conservateurs (torysme).
- Sur le plan programmatique, le projet absolutiste du duc de Blacas était contradictoire avec les aspirations parlementaristes de la majorité des députés légitimistes.

Cette diversité a été source de richesse pour le courant légitimiste mais elle l'a souvent conduit au bord de la fracture définitive.

## Sociologie du légitimisme auXIXesiècle
Encadré par la noblesse, le légitimisme a su conquérir une partie importante des élites bourgeoises et n'a perdu que lentement des soutiens populaires variés et parfois forts dans certaines régions.

### La noblesse légitimiste
D'une part l'essentiel de la noblesse est plutôt royaliste au XIXe siècle, d'autre part, les cadres du légitimisme sont majoritairement nobles ou d'apparence nobles. Ainsi, entre 1831 et 1876, 60 % des députés du parti légitimiste ont des noms à consonance noble. La noblesse d'Ancien Régime domine mais le parti compte également des noms de l'Empire comme les ducs de Valmy ou de Reggio, Victor ou Cambronne. La noblesse légitimiste vivait souvent sur ses terres mais parfois de façon moderniste : le légitimiste agronome est un type répandu, développant des techniques nouvelles, fréquentant les sociétés d'agriculture, contribuant au développement des comices agricoles. Ayant démissionné de leurs postes et charges, ils se retrouvèrent à exploiter leurs propriétés.
Nombre d'aristocrates légitimistes s'impliquent dans la vie des « affaires », avec une prédilection pour les industries agro-alimentaires, les assurances (La providence, l’Étoile, Le Nord…), la banque (banque Delahante, Union générale, Crédit de France), les mines et la métallurgie (Benoist d'Azy, Robiac…).

### La bourgeoisie légitimiste
Son rôle n'était pas négligeable dans le parti, particulièrement dans les régions de noblesse rare (Marseille ou le Nord), dans la presse, voire dans les assemblées parlementaires. Le légitimisme est demeuré minoritaire dans les couches bourgeoises jusqu'à la défaite de Sedan, sauf dans certaines régions. C'est l'accablement de la défaite, l'angoisse provoquée par la Commune, la montée de l'inséparatisme du religieux et politique qui ont conduit après 1870 la bourgeoisie catholique à se rallier à Henri V".

### Le peuple légitimiste
Le royalisme populaire n'est pas le fait de la seule paysannerie traditionnelle de l'Ouest, catholique et encadrée par une noblesse nombreuse et bien enracinée. La noblesse peut d’ailleurs n'avoir parfois que peu d'influence sur la paysannerie même quand elle est nombreuse et royaliste comme dans le Sud-Ouest".
Le fait est que le légitimisme a toujours bénéficié d'un soutien populaire dans plusieurs régions. Dans tous les complots, dans toutes les structures clandestines, dans toutes les souscriptions organisées par la presse, on trouve des ouvriers et des artisans.

## Sensibilités légitimistes

### Relativisation de la raison
Les légitimistes, à la suite de Joseph de Maistre, assignent à la raison une place seconde par rapport à la découverte du jeu providentiellement cohérent de l'expérience et de la transcendance, c'est-à-dire de l'Histoire et de la Révélation. L'homme mutilé par la Chute n'est pas bon par nature contrairement à ce qu'affirme Rousseau et ceux qui nient le péché originel, sa raison n'est pas en mesure de tout déterminer du point de vue politique et social. L'homme doit se soumettre à un ordre providentiellement établi et ne pas chercher à tout redéfinir en recourant à sa seule raison, ce qui serait une illusion dangereuse. Le légitimiste est donc méfiant à l'égard des doctrines se voulant humanistes et rationalistes.
Blanc de Saint-Bonnet est un des théoriciens légitimistes qui insista le plus sur la nécessaire prise en compte de la Chute dans la réflexion politique : l'homme étant porté au mal, on ne doit pas accepter l'idée que guidé par sa seule raison il peut avoir toutes les libertés. La raison humaine est pervertie à cause de l'orgueil humain et de la Chute, elle ne peut servir de guide à l'humanité et de justification pour fonder un régime donnant toutes les libertés à l'homme.

### Rôle de la nostalgie
Les légitimistes ont le goût du passé et donc souvent des romans et de l'érudition historiques, des vieilles pierres, de la généalogie, des récits locaux. L'exaltation du « charme séculaire » de la monarchie, selon la formule de Jean Jaurès, est permanente et comporte une dimension métaphysique. Le monde moderne brise l'unité et la permanence antérieure : autrefois était le temps de l'autorité, de la légitimité, de la perpétuité, de l'éternité. Le thème de la décadence s'insère dans ce discours.

### Légitimisme et catholicisme
La confusion entre légitimisme et catholicisme intransigeant appelle des nuances générales et chronologiques. Tout d'abord, il y a toujours eu des légitimistes protestants (La Farelle, Muret), juifs (Alexandre Weil), agnostiques (peut-être un temps Berryer) ou athées. Mais des légitimistes ont assimilé orléanisme et protestantisme, et la judéophobie tint une faible place dans les préoccupations des légitimistes, sauf à la fin du XIXe siècle avec le Krach de la catholique Union générale en 1882. De la même manière, l'anti-maçonnisme ne deviendra virulent et nombre de légitimistes ont appartenu à des loges sous la Monarchie de Juillet.
Les divergences entre légitimistes catholiques eurent une grande importance. Les liens entre catholicisme intransigeant et légitimisme ne cessèrent de se renforcer au XIXe siècle mais il y eut toujours des légitimistes partisans d'un catholicisme libéral plus ou moins gallicans. Cette évolution fut renforcée par les sentiments personnels du comte de Chambord, par la politique favorable à l'unité italienne de Napoléon III, par les orientations prises sous le pontificat de Pie IX.
Cette tendance poussée à l'extrême conduira certains légitimistes à l'ésotérisme et à l'attente du Grand Monarque.

### Légitimisme et orléanisme
Selon Stéphane Rials, il existe une fausse symétrie entre légitimisme et orléanisme.
- Le légitimisme est essentiellement une fidélité dynastique : cette position suppose certes une certaine conception générale du rôle de la transcendance en politique, mais elle peut s'accommoder de formules doctrinales nombreuses. « A priori, le légitimisme, en tant qu'option purement dynastique, est compatible avec à peu près n'importe quelle doctrine politique », souligne également Guy Augé[126]. Toutefois, un certain courant légitimiste, autour de quelques mouvements et publications, s'oblige à un dogme figé autour de la « monarchie absolue, […] [de l']anti-constitutionalisme et [de l']anti-parlementarisme et [de] tutti quanti d'avant la Révolution, jusqu'à Chambord »[127].
- L'orléanisme procède d'une démarche différente : le choix d'une dynastie résulte du primat accordé à une doctrine. En dépit de clivages apparents qui semblent séparer les partis constitutionnels de la Monarchie de Juillet, l'homogénéité doctrinale de l'orléanisme est forte car basée sur la volonté de maintenir un ordre parlementaire et libéral que la monarchie a vocation à garantir. Après 1883, la doctrine orléaniste évoluera vers le nationalisme intégral de Maurras, à la fois résultante et moteur de la quête orléaniste d'une dynastie qui soit toujours restée française et n'ait jamais régné à l'étranger. Toutefois, le positionnement très marqué à droite de l'Action française amènera une partie des orléanistes à se détourner de ce mouvement, pour fonder en 1971 la Nouvelle Action française (devenue en 1978 la Nouvelle Action royaliste) dont le chef de file, Bertrand Renouvin, sera candidat à l'élection présidentielle de 1974.

## Idées légitimistes en politique intérieure

### Le modèle familial
Pour les légitimistes, la famille est à la fois la cellule fondamentale d'une société conçue dans une perspective limitant l'individualisme et le modèle des autres structures sociales. Cette conception, défendue par Louis de Bonald, fait de la société une famille de familles. Dès lors, la défense de la famille est une priorité et le fait capital du droit est le mariage. Bien que la famille, comme toute la société, fonctionne sur le fondement de l'amour, l'autorité paternelle doit permettre une régulation optimale de la cellule et une gestion optimale du patrimoine. La société doit fonctionner sur le fondement de l'amitié et de l'autorité. Pour Blanc de Saint-Bonnet, la royauté est l'apothéose de la famille. Le légitimisme est donc sans sens péjoratif un paternalisme politique et social.

### La technique associative
Comme il n'est pas possible d'élargir le modèle familial à tous les aspects de la vie sociale, les légitimistes proposent un large recours à l'association. Les légitimistes n'ont pas le monopole de cette proposition. Les légitimistes voyaient la résolution de la question sociale dans une combinaison de l'association et du paternalisme. Pour les légitimistes, l'association est le cadre juridique qui permet d'articuler des intérêts concrets et légitimes. Elle doit se substituer aux anciennes corporations et empêcher l'isolement des individus dans une société égoïste.

### L’élargissement du suffrage
Les légitimistes des différentes tendances sont favorables à l'extension du suffrage. Déjà sous la Restauration, les ultras avaient caressé l'idée d'un suffrage élargi voire universel. Cette idée est largement répandue chez les légitimistes. Ces derniers sont également le plus souvent favorables au vote à deux degrés, le suffrage s'exerçant dans la commune, les élus communaux désignant les élus départementaux ou nationaux.
La tendance royaliste nationale de l'abbé de Genoude et de La Rochejaquelein regroupée autour de La Gazette de France, qui prend le sous-titre de "Journal de l'appel au peuple" développe des thèses plébiscitaires proches de celles de bonapartistes. Selon eux, il faut retremper la légitimité monarchique par la consultation de la nation car le pacte séculaire entre la monarchie et le peuple de France a été rompu à deux reprises en 1792 et 1830.
À la suite de l'échec de la restauration de la royauté après 1870, nombre de légitimistes contesteront néanmoins le suffrage universel.

### La représentation et la souveraineté nationale
La plupart des légitimistes, en accord avec la pensée du comte de Chambord qui souhaitait reprendre le "grand mouvement national de 1788", acceptaient les grandes libertés et l'égalité devant la loi. Mais ils rejetaient l'idée que la nation ait une représentation propre indépendante du roi. Il en découlait un refus de la responsabilité collégiale et solidaire des ministres devant la chambre des députés. Les légitimistes comme leur prince étaient prêts à accepter dans leur majorité « le contrôle de deux chambres » et le principe que « le pays sincèrement représenté », vote l'impôt et concourt à la confection des lois. Mais le roi devait être la représentation de la nation et celle-ci ne pouvait exister en dehors de lui. La souveraineté réside dans le roi et non dans la nation. De fait, le comte de Chambord, contrairement à certains légitimistes, excluait de greffer des techniques étrangères à la pratique de la monarchie traditionnelle comme le plébiscite ou la responsabilité parlementaire. Pratiquement, de nombreux témoignages laissent penser qu'il songeait à un texte constitutionnel combinant les principes de la Charte de 1814 et certaines techniques de la constitution de 1852, avec une chambre haute modératrice « nommée par le souverain dans des catégories déterminées » (Manifeste du 2 juillet 1874).

### La décentralisation
La décentralisation fut un thème présent dans les programmes légitimistes. Marguerye, dans un essai utopique de 1832, évoque une monarchie « héréditaire et fédérative ». La décentralisation des légitimistes est organique et communautaire, elle est administrative et sociale et non pas politique. En ce sens, elle peut paraître davantage une déconcentration qu'une décentralisation. Les collectivités locales sont conçues comme un prolongement de la famille. Néanmoins, le comte de Chambord fit preuve d'une certaine prudence dans ce domaine. Il proposa une « administration communale et départementale sagement et progressivement décentralisée » (lettre à Lévis du 12 mars 1856). Il dit aussi vouloir « décentraliser l'administration largement mais progressivement et avec prudence, sans lui enlever l'initiative er la sécurité qu'elle doit à la tutelle de l'État » (lettre sur la décentralisation du 14 novembre 1862). Il s'agissait que la décentralisation ne pût devenir un instrument politique et donc subversif.

### Économie et société
Un anti-économisme marqué a pu cohabiter avec une réelle insertion dans la vie économique. La haine métaphysique pour l'économisme est évidente chez certains penseurs comme Louis Revelière ou Antoine Blanc de Saint-Bonnet. L'industrie n'est pas mauvaise en elle-même, c'est son hypertrophie liée à la prédominance d'une vision économique du monde qui est dénoncée. Les légitimistes ne sont pas hostiles néanmoins à une industrialisation modérée. Le maintien d'une économie dominée par l'agriculture est selon eux souhaitable. L'hostilité au libéralisme économique a varié selon les époques et les tendances. Les légitimistes sont plus libéraux sous la monarchie de Juillet qu'après, en raison de l'inséparatisme croissant du politique et du religieux qui a caractérisé l'évolution du légitimisme au XIXe siècle.
L'antilibéralisme de certains légitimistes n'est pas un socialisme : c'est une critique de l'économisme et non économisme alternatif. Les légitimistes n'étaient pas hostiles à la libre-entreprise et ils combattaient l'interventionnisme étatique, tout en proposant parfois, comme Berryer dans le débat de 1838 sur les chemins de fer, des solutions mixtes.
Ils n'étaient pas des passéistes que des partisans de la généralisation à l'économie industrielle de certaines pratiques et comportements de l'économie rurale.
La vision de l'économie des légitimistes fut de plus en plus marquée par le développement du catholicisme social. Plusieurs ouvrages témoignent de cette sensibilité sociale, plus forte chez les légitimistes que chez les royalistes : le Traité d'économie politique chrétienne de Villeneuve-Bargemon en 1834, les deux tomes de l' Essai sur la centralisation administrative de Béchard en 1836 et 1837, Du progrès social au profit des classes populaires non indigentes du protestant La Farelle en 1839. Le premier auteur affirme la nécessité de l'association des ouvriers, qui rappelle moins les anciennes corporations que les syndicats à venir ; il affirme que la charité doit être promue mais ne peut rester interindividuelle. Béchard est plus ferme et prône une intervention publique renforcée mais au niveau communal.
La préoccupation sociale chez les légitimistes va de pair avec le souhait d'une société stable et hiérarchique. Dans sa lettre sur les ouvriers du 20 avril 1865, le comte de Chambord critique la révolution coupable d'avoir détruit les cadres protecteurs des travailleurs ; il oppose « à l'individualisme, […] l'association, à la concurrence effrénée le contrepoids de la défense commune, au privilège industriel la constitution volontaire et réglée des corporations libres ». Le prince retenait ainsi la formule de corporations libres, différente des corporations obligatoires de l'Ancien Régime. Mais s'il admettait un certain syndicalisme, il le voulait pacifique et excluait la grève.
Cette tendance sociale se radicalisa chez certains penseurs comme François René de La Tour du Pin qui parla d'un socialisme chrétien et Maurice Maignen qui souhaita des corporations obligatoires.  

## Idées légitimistes en politique étrangère

### Nationalisme français
D'emblée les légitimistes ont fait montre d'un certain nationalisme français, manifesté par le recours très fréquent au mot « national ». La Gazette de France était à l'avant-garde de cette tendance. Le nationalisme légitimiste se traduisait par une forte anglophobie, le régime de Juillet étant présenté comme un satellite du Royaume-Uni. Le soutien aux chrétiens d'Orient et l'appui aux carlistes espagnols firent partie des thèmes légitimistes. Le nationalisme des légitimistes a pu pousser certains d'entre eux à prôner l'annexion de la Belgique. En revanche, il rendait non souhaitable une restauration par le biais d'une intervention étrangère, seule La France envisagea cette possibilité.

### Principe des nationalités
Certains légitimistes ont défendu le principe des nationalités, dans la foulée du mouvement philhellène de la Restauration ou en soutien des nations catholiques, irlandaise et polonaise. Cependant, le respect pour la Russie impériale poussa certains légitimistes à ne pas défendre l'indépendance polonaise. De plus, cette adhésion s'estompa au moment de l'unité italienne — qui détruisit deux monarchies bourboniennes (Deux-Siciles et Parme) et trois monarchies lorraines (Lombardie-Vénétie, Toscane et Modène) et menaçait les États du Pape — et quand l'Allemagne menaça la France.

### La colonisation
De façon générale, les légitimistes furent hostiles à la colonisation affairiste d'après 1880. Ils étaient très attachés à la colonisation de l'Algérie, testament de la légitimité selon Tudesq. Les légitimistes étaient surtout favorables à la colonisation à des fins de christianisation : Pierre-Antoine Berryer ou Louis de Baudicour s'inquiétaient de la résistance de l'Islam arabe. La critique de la colonisation se renforce chez certains auteurs légitimistes comme Barbey d'Aurevilly.

### L’esclavage
Les légitimistes en tant que catholiques étaient en grande majorité abolitionnistes. Ce sujet permettait d'ailleurs de critiquer les « Anglo-Saxons » et l'hypocrisie de leur morale prétendument humanitaire. Certains journaux légitimistes, pour des raisons locales, prirent des positions antiabolitionnistes comme La Guienne de Bordeaux.

## Résultats électoraux
Le légitimisme représente jusqu'en 1883 une force parlementaire plus ou moins importante, puisqu'à cette date la majorité des légitimistes fusionnent avec les orléanistes. Les légitimistes purs, appelés par leurs détracteurs les blancs d'Espagne, ne connaissent pas de succès électoral.
| Année de l'élection | Nombre de voix                                                                                      | % des voix                                                                                          | Nombre de sièges obtenus                                                                            | +/–                                                                                                 | Chef du groupe parlementaire                                                                        |
| --- | --------------------------------------------------------------------------------------------------- | --------------------------------------------------------------------------------------------------- | --------------------------------------------------------------------------------------------------- | --------------------------------------------------------------------------------------------------- | --------------------------------------------------------------------------------------------------- |
| 1831 | 28 270                                                                                              | 22,66%                                                                                              | 104 / 459                                                                                           | 0                                                                                                   | Pierre-Antoine Berryer                                                                              |
| 1834 | 4 218                                                                                               | 3,3%                                                                                                | 15 / 460                                                                                            | 89                                                                                                  | Alphonse de Lamartine                                                                               |
| 1837 | 4 855                                                                                               | 3,2%                                                                                                | 15 / 464                                                                                            | –                                                                                                   | Pierre-Antoine Berryer                                                                              |
| 1839 | 8 655                                                                                               | 4,3%                                                                                                | 20 / 459                                                                                            | 5                                                                                                   | Pierre-Antoine Berryer                                                                              |
| 1842 | ?                                                                                                   | 6,1%                                                                                                | 28 / 459                                                                                            | 8                                                                                                   | Pierre-Antoine Berryer                                                                              |
| Le parti légitimiste n'obtient pas de sièges aux élections législatives de 1846, sous la Monarchie de Juillet. | | | | | |
| Déposition de Louis-Philippe. Avènement de la IIe République convocation d'élections législatives en 1848. | | | | | |
| 1848 Au sein du Parti de l'Ordre | ?                                                                                                   | 6,81%                                                                                               | 60 / 880                                                                                            | 0                                                                                                   | Pierre-Antoine Berryer                                                                              |
| 1849 Au sein du Parti de l'Ordre | ?                                                                                                   | 18,7%                                                                                               | 132 / 705                                                                                           | 72                                                                                                  | Pierre-Antoine Berryer                                                                              |
| Le coup d'État du 2 décembre 1851 renverse la République ; la constitution du 14 janvier 1852 est adoptée, établissant le Corps législatif. | | | | | |
| 1852 | ?                                                                                                   | 1,9%                                                                                                | 5 / 261                                                                                             | ?                                                                                                   | ?                                                                                                   |
| 1857 | Échec des légitimistes. Aucun député n'est élu, dans le cadre d'un régime qui réprime l'opposition. | Échec des légitimistes. Aucun député n'est élu, dans le cadre d'un régime qui réprime l'opposition. | Échec des légitimistes. Aucun député n'est élu, dans le cadre d'un régime qui réprime l'opposition. | Échec des légitimistes. Aucun député n'est élu, dans le cadre d'un régime qui réprime l'opposition. | Échec des légitimistes. Aucun député n'est élu, dans le cadre d'un régime qui réprime l'opposition. |
| 1863 | ?                                                                                                   | 5,3%                                                                                                | 15 / 283                                                                                            | 10                                                                                                  | Pierre-Antoine Berryer                                                                              |
| 1869 | ?                                                                                                   | 14,5%                                                                                               | 41 / 283                                                                                            | 26                                                                                                  | ?                                                                                                   |
| Assemblée nationale (Troisième République). À la faveur de l'instauration du suffrage universel, les légitimistes obtiennent 182 sièges à l'Assemblée nationale, étant de diverses tendances, libérale, conservatrice et ultraroyaliste, puisqu'une cinquantaine de chevau-légers est élue. | | | | | |
| 1871 | ?                                                                                                   | 28,5%                                                                                               | 182 / 638                                                                                           | 182                                                                                                 | Auguste-Alexandre Ducrot                                                                            |
| 1876 | 332 470                                                                                             | 5,8%                                                                                                | 31 / 533                                                                                            | 151                                                                                                 | Auguste-Alexandre Ducrot                                                                            |
| 1877 | 687422                                                                                              | 8,5%                                                                                                | 56 / 533                                                                                            | 25                                                                                                  | Auguste-Alexandre Ducrot                                                                            |

Patrice de Mac Mahon, légitimiste, est élu président de la République par la Chambre des députés à majorité monarchiste. 
| Candidats                | Candidats                | Étiquettes               | Premier tour | Premier tour |
| Candidats                | Candidats                | Étiquettes               | Voix         | %            |
| ------------------------ | ------------------------ | ------------------------ | ------------ | ------------ |
|                          | Patrice de Mac Mahon     | Légitimiste              | 390          | 99,74        |
|                          | Jules Grévy              | Républicain modéré       | 1            | 0,26         |
|                          |                          |                          |              |              |
| Votes valides            | Votes valides            | Votes valides            | 391          | 99,74        |
| Votes blancs et nuls     | Votes blancs et nuls     | Votes blancs et nuls     | 1            | 0,26         |
| Total                    | Total                    | Total                    | 392          | 100          |
| Abstention               | Abstention               | Abstention               | 380          | 49,22        |
| Inscrits / participation | Inscrits / participation | Inscrits / participation | 772          | 50,78        |

### Le légitimisme électoral aujourd'hui
Après la mort du comte de Chambord en 1883, les légitimistes cessent de participer aux élections indépendamment de la Droite royalise. Au XXe siècle, ils ne présentent pas non plus de candidats.
Plus récemment, certains groupements promeuvent la réactivation du légitimisme électoral, quand d'autres y sont opposés.

## Publications légitimistes
- La Quotidienne (1790-1792, 1794-??, vers 1817-1847) ; fusion en 1847 avec La France et L'Écho français pour créer L'Union monarchique qui devient L'Union
- Le Conservateur (1818-1820), Les rédacteurs, qui comptaient parmi leurs rangs, Chateaubriand, O'Mahony, Bonald, Lamennais, et Villèle
- L'Ami de la Religion et du Roi, journal fondé en avril 1814, rebaptisé L'Ami de la Religion en juillet 1830, puis disparu en 1862. Le titre est repris en 2015, par le site officiel de la Confrérie royale[140], et ce jusqu'en mai 2020[141].
- Mémorial catholique (1824-1830), fondé par les abbés Gerbet et de Salinis, les principaux rédacteurs étaient de Lamennais et le comte O'Mahony
- La Gazette de France (1815-1883) créé en 1631, premier périodique français, soutint les régimes en place puis devient légitimiste jusqu'en 1883 ;
- L'Écho français[142] (1829-1847) ; fusion en 1847 avec La Quotidienne et La France pour créer L'Union monarchique qui devient L'Union en 1848
- La Mode (1829-1854) revue hebdomadaire fondée en 1829 par Girardin puis dirigé par Walsh, et ensuite par Nettement en 1848, reparut en 1856
- La Gazette de Bretagne (1830-1833)
- La Gazette d'Anjou (1830?-1831?), quotidien
- L'Indépendant, journal de la province d'Anjou (1833?)
- L'Ami de l'ordre, (1831-1832) journal politique, religieux, littéraire de la ville de Nantes et des départements de l'Ouest, Trihebdomadaire,
- Le Rénovateur vendéen et breton (1832-1833) Huet Du Pavillon, gérant, Remplace : L'Ami de l'ordre (Nantes)
- La Gazette de l’Ouest (légitimiste) Poitiers, années 1831 à 1835
- L'Ami des lois, (1831-1832) journal monarchique-constitutionnel de la Haute-Vienne
- La Gazette de Normandie 1831 à 1835
- L'Orléanais (1831-1847), bihebdomadaire
- Le Véridique des Deux-Sèvres (légitimiste) Niort, 1831-1832 devient Le Vendéen, Journal du Poitou (légitimiste) suite du Véridique, Niort 1832-1833
- La Gazette du Rouergue (1831-1836), fondateur Hippolyte de Barrau
- Le Courrier de l’Europe (1831-1833) et Le Rénovateur, feuilles qui fusionnent le 1er mai 1833
- Le Rénovateur (1832-1835) fusionne avec le Courrier de l'Europe en 1833
- La Gazette du Maine (1832-1835)
- Mélanges occitaniques (1831-1834) est une revue régionaliste et royaliste légitimiste bimensuelle d'expression française et occitane
- Le Brid'oison (1832-1834) devient la France en 1834
- Le Revenant (1832-1833), petit journal henriquiquiste y collaborèrent Albert de Calvilmont et Roux Laborie
- L'Echo de la Jeune France (1833-1837), journal henriquiste, fondé par le jeune journaliste Alfred Nettement; Honoré de Balzac et Chateaubriand y publient
- L'Univers[143],[144] (1833-1883) ; catholique libéral, devient républicain en 1883
- La France (1834-1847), fusion en 1847 avec La Quotidienne et L'Écho français pour créer L'Union monarchique qui devient L'Union en 1848
- L'Hermine (1834-1850), journal de la Bretagne et de la Vendée Jacques Crétineau-Joly était le rédacteur en chef, fusionne avec L'Étoile du peuple
- Le Populaire Royaliste (1837-18??)
- France et Europe (1838-1839), revue éphémère de Pierre-Antoine Beyrrer
- L’Ouest, « Monarchique, religieux, littéraire et artistique » (légitimiste) Nantes, 1839 et 1840
- Le Correspondant (1843-1883?)
- L'Écho de l’Aveyron (1845-1863), propriétaire et fondateur est Eugène de Barrau
- L'Union Franc-Comtoise (1846-1883), journal de province, rédacteur en chef, Jacques-Frédéric Michel
- L'Union (1847-1883) ; suite la fusion de la Quotidienne, la France et L'Écho français, dénommé d'abord L'Union monarchique en 1847, changea de nom en 1848
- L'Étoile du peuple (1848-1851) fondée et dirigée par Émerand de la Rochette qui sera rebaptisé L'Espérance du peuple (1852-1883)
- Peuple Français (1848) anciennement La Gazette de France, devient L'Étoile de la France (1848) pour redevenir La Gazette de France
- L'Opinion Publique (1848-1851) Nettement en est le rédacteur en chef, le journal prend fait et cause pour l'unification italienne et l'indépendance hongroise
- La Mode nouvelle (1856-1862), anciennement La Mode disparut en 1854
- La Revue du XIXe Siècle
- L'Enquête Social
- Les Cancans
- La Chronique de l'Ouest (1855?-1889)
- Le Monde[145] (1860-1883)
- L'Ami de la Vérité (1869-1937), publié à Caen, à ces début légitimiste
- Gazette de Nîmes et du département du Gard (1870-1883), trihebdomadaire puis quotidien local, absorbe le Châtiment en 1875
- Le Peuple (1871-1879), fondé par l'abbé Vernhet et animé par Eugène de Barrau
- La Gazette de L’Ouest : Écho de Vendée et de Bretagne (1871-1872)
- Le Journal de Rennes : Écho de la Bretagne (légitimiste) 1872
- Avranchin[146] (1874-1891)
- Le Triboulet (1876-1881), journal satirique, le premier directeur était le baron James Harden-Hickey
- Le Gaulois (1879-1881), journal bonapartiste et antirépublicain créé en 1868, fut racheté par Arthur Meyer onze ans plus tard et devint légitimiste, à partir de 1881 le journal devint un organe républicain modéré
- La Vérité (1879-1884) de tendance légitimiste
- Le Clairon (1881-1882) sous la direction de Jules Cornély faute de lecteur le journal fusionna avec Le Gaulois et Paris-Journal en 1882
- Gazette méridionale (1883) quotidien local de Nîme, diffusé après la reprise des abonnements de la Gazette de Nîmes
- Journal de Paris (1883-1891) ancien journal orléaniste racheté par Maurice d'Andigné (1844-1926);
- Le Droit monarchique[87] (1883-1885?) ;
- L'Avant-garde de Provence (1889-1892) ;
- L'Avant-garde de l'Ouest (1891-1902?) ;
- L'Avant-Garde (1892-1932), bimensuel, organe de liaison des zouaves pontificaux mais aussi du parti catholique ultramontain
- Le Petit commercial et financier de Marseille (1892-1899?) ;
- Le Mousquetaire (1906-1930?) ;
- La Monarchie française[147] (1911-1912) ;
- Le Drapeau blanc (1913[148], 1936-1937, 1956-1958, 1970-1973), Michel Josseaum, rédacteur en chef dans les années 1950
- La Science historique (1921?-1940?) : bulletin de la Société archéologique de France
- La Loyauté (1928)
- La Science historique (1941-1947), fondé par Paul de Watrin ;
- La Science historique (nouvelle série, 1953-1977), dirigé par Jean-Pascal Romain : bulletin du Centre d'études et de recherches historiques ;
- Les Chartriers de la légitimité (1955-1958) ;
- La Gazette royale (1957-1962). Organe de l'Association générale des légitimistes de France (AGLF), Gérard Saclier de la Bâtie (né en 1925) ;
- L'Information monarchique (1962-1965) ;
- Tradition française (1963-1967), journal du Centre doctrinal d'action royaliste (CDAR), fondé et animé par Guy Augé, Jacques Népote et Alain Néry
- Lettre aux amis de la Légitimité (1966-1974)
- Bulletin du Comité Charles X (1970-1973)
- Bulletin d'information du Conseil de Mgr le duc d'Anjou (1972-1975) ;
- La Légitimité, revue fondée par Guy Augé et Alain Néry, publiée de 1974 à 1984
- L'Union-Documents (1974-1978?) publiée par le C.E.R.D.
- Savoir, depuis 1976 à aujourd'hui; bulletin trimestriel de l'Association Vendée Militaire
- Contre-révolution (1977-1979)
- Lettre circulaire de l'Union des Cercles Légitimistes de France (1979-1983)
- La Science historique (3e série, 1981-2007) : dirigé par Philippe Montillet, bulletin de l'Institut des sciences historiques
- Note d'information générale, bulletin de l'Institut de la Maison de Bourbon (depuis 1981) devint les Cahiers de l'Institut de la Maison de Bourbon jusqu'en 1995, IMB info sous la direction du prince Charles-Emmanuel de Bourbon-Parme et depuis 2015 Les Nouvelles de L'Institut
- Ultra (1983-1987)
- La Gazette royale (nouvelle série, depuis 1984), organe de l'UCLF, fondée en 1979
- Feuille d'information Légitimiste (1984-2003)
- Mémoire (1984-1988)
- Montjoie-Saint-Denis (1984-1989)
- L'Information monarchique , organe de la Fédération bretonne légitimiste (FBL), fondée en 1987
- La France monarchiste et légitimiste (1986-1988) ; les deux premières années favorables aux Bourbon-Anjou puis parmiste
- La Blanche Hermine (depuis 1986), publication de la Fédération bretonne légitimiste. Bimestrielle, elle est diffusée principalement en Bretagne
- Une France, un Roi (1987-1988) de Charles et Véronique Vollet, fusionne avec Dieu, Premier Servi et devient Continuité 1988 de Francis Dallais
- Mercure de France (1987) devient Rembarre (1988-?), organe du mouvement chouan
- Rembarre (1988-??), organe du mouvement chouan, devient média en ligne Vexilla Regis (2000-2008)
- Continuité (1988-??)
- Fidelis (1989-1994?)
- Racine (vers 1990-?) de France-Bourbon, périodique du prince Rémy de Bourbon-Parme
- La Durbelière, (vers 1990), bulletin chouan de Sept Lys, président Jean-Louis Caffarel
- Bleu Roi (1993)
- Royal Hebdo (1994-1999)
- Souvenir chouan de Bretagne (depuis 1994), devient La Lettre du Souvenir chouan de Bretagne en 2007, Directeur de la publication : Noël Stassinet
- Cahier de l'Association des Amis de Guy Augé (depuis 1995), publié par l'Association des amis de Guy Augé (AAGA)
- L'Ami du Roi (1995-2006), bulletin de l'Université d'Été Légitimiste (UEL) dirigé par Guy de Bellecour-Montfort
- Bourbons Magazine (1996-2000)
- Études bourboniennes (1997-2000)
- Le Lien légitimiste de Touraine (1999-2004) puis à partir de 2006[149], fondé par Jacques Rolain (1924-2015),
- Fidelis (nouvelle série, 2000-200?)
- Régence (2000-??), élégante revue de Bordeaux
- La Lettre de la Fédération des associations Présence du Souvenir Bourbonien (200.?-2012)
- La Chouette du Forez (depuis 200?), trimestriel d'un cercle Légitimiste, le cercle légitimiste Duchesse du Berry
- Le Lien légitimiste (2005-2017), fondé par Jacques Rolain et dirigé par Gérard de Villèle
- Centre d’Étude historique (2006-2016), livre publié chaque année relatif à l'Université d'Eté Légitimiste
- Monarchie Info (vers 2007) de l'Union des Cercles Légitimistes de France Lettre d'information gratuite sous forme d’e-mail en fonction de l'actualité
- Cahier de l'Université Saint Louis (2010-2022) qui devint Cahier Camp Chouan depuis 2023 édité par l'Union des Cercles Légitimistes de France (UCLF)
- Cercle légitimiste sainte Jeanne de France bulletin de liaison, présidente Marquise de Noblet d’Anglure
- Cercle royal Anne de Bretagne Bulletin de liaison, présidente Yvonne Orseau
- La Feuille de Lys, président Jean-Louis Caffarel
- Vexilla Regis (2000-2008), media en ligne, anciennement Rembarre
- Vive le Roy, média en ligne (depuis 2008) créé par l'Union des Cercles Légitimistes de France (UCLF)
- Démocratie royale, média en ligne (depuis 2011)
- Vexilla Galliae, média en ligne (depuis 2012) et revue papier bimestrielle (depuis 2023)
- Les Rois souterrains, média en ligne (depuis 2013)
- Une France, un Roy, édité par le Cercle royal des Enfants de France, partenaire du CAL, qui rassemble un groupe de jeunes lycéens,  étudiants et doctorants royalistes. Ils tiennent aussi le site TV Royauté.  (depuis 2022)

Publication « henriquinquiste » (soutenant le duc de Bordeaux dit « Henri V », avant 1844) :
- L'Écho de la Jeune France (1833-1837)

Publications « sévillanes », soutenant le prétendant François-Henri de Bourbon (1853-1942) :
- La Royauté nationale (1903-1904)
- L'Union nouvelle (1904-1909)

## Le légitimisme contemporain
Les légitimistes contemporains, représentés par plusieurs mouvements, soutiennent l'aîné des capétiens et chef de la maison de Bourbon, Louis de Bourbon, duc d'Anjou, en tant que successeur des rois de France selon les lois successorales contenues dans les Lois fondamentales du royaume.
La fréquentation en hausse des événements légitimistes, autant que l'efficacité et la visibilité des partisans de S. A. R. Mgr. le duc d’Anjou sur les réseaux sociaux et dans les médias, montrent un renouveau notoire du mouvement pourtant tombé en désuétude à la mort de S. A. R. Mgr. le comte de Chambord. Si l'Action française, de tradition orléaniste, est de loin le mouvement royaliste le plus actif, cependant le légitimisme se démarque par une vivacité importante du fait de la diffusion de sa doctrine traditionnelle. Cependant, il peine à développer un mouvement politique unifié et organisé, et ne participe pas aux élections.

### Mouvements légitimistes contemporains
Les mouvements légitimistes actuels promeuvent la restauration de la monarchie traditionnelle.
- L'Institut de la maison de Bourbon, créé à l'initiative du duc d'Anjou et de Ségovie, et déclaré d'utilité publique, a pour but de promouvoir l'héritage culturel des rois de France à travers l'aîné des descendants de ces derniers. Son président est le prince-duc de Bauffremont-Courtenay[150].
- L'Union des cercles légitimistes de France (UCLF), principal mouvement légitimiste, promeut une vision traditionnelle de la monarchie et de la société et, pour reprendre Joseph de Maistre, le contraire d'une révolution. Elle est présente dans de nombreuses provinces françaises à travers des cercles légitimistes d'étude locaux. L'Union édite un bulletin trimestriel depuis 1957 : "La Gazette royale"[151].
- Le Cercle d'action légitimiste (CAL) est implanté dans plusieurs villes françaises ; son président est Loïc Baverel[152].